# Jotvingština
Jotvingština nebo také súduvština (lotyšsky jātvingu/sūdaviešu valoda, litevsky jotvingių/sūduvių kalba, jotvingsky/súdavsky jātviun/sūdaviun bilā) je mrtvý západobaltský jazyk z indoevropské jazykové rodiny, který používala etnická skupina Jotvingů (Súduvů). Jazyk se přestal užívat asi v 17. století. Byl příbuzný pruštině, s níž tvořil podskupinou západobaltských jazyků.

Baltské kmeny okolo roku 1200

## Územní vymezení
V 13. století byl jazyk rozšířen od západu k východu od Východního Pruska a Dolního Slezska až po Vaŭkavysk a od severu k jihu, od města Marijampolė na Litvě až po střední tok řeky Západní Bug (nedaleko města Drahičyn).

## Dialekty
V rámci jotvingského jazyka se vydělují dva dialekty, súduvský a jotvingský. Tato různá pojmenování způsobila, že dnes jotvingštinu jako jazyk můžeme nazývat dvojím způsobem.
- súduvský dialekt (severojotvingský): nářečí jotvingského jazyka, které bylo rozšířeno v oblasti zvané „Suvalkija“ (nebo „Súduva“), jež se v současnosti rozkládá na severovýchodě Polska a jihozápadě Litvy, na jihovýchod od bývalého Východního Pruska a části běloruského Záněmaňska). Do 13. století dialekt téměř vymizel na přání Řádu německých rytířů. Jen málo z těch, kteří přežili, uprchli na území moderní Litvy a později byla jejich země osídlena Litevci, Němci a Bělorusy. Dialekt nakonec vymizel na přelomu 16. a 17. století.

- jotvingský dialekt (jihojotvingský)

## Příklady

### Číslovky
| Jotvingsky | Česky |
| ainas      | jeden |
| dvai       | dva   |
| trīs       | tři   |
| keturei    | čtyři |
| penkei     | pět   |
| vushai     | šest  |
| septinei   | sedm  |
| astōnei    | osm   |
| nevinei    | devět |
| desimtis   | deset |